# Vielliebchen (Brauchtum)
Das Vielliebchen ist eine Nuss mit ausnahmsweise zwei Kernen (meist Mandel oder Haselnuss) oder eine andere ungewöhnlicherweise doppelkernige Frucht. Der Ausdruck steht im Zusammenhang mit dem Brauch, beim Vorfinden einer solchen Frucht das Vielliebchen mit einer anderen Person zu teilen und zu „wetten“: Derjenige, der am nächsten Morgen zuerst den anderen mit dem Satz
„Guten Morgen, Vielliebchen“ begrüßt, gewinnt. Der andere hat ihm ein kleines Geschenk zu machen.
Die Herkunft des Ausdrucks ist unklar. Das Etymologische Wörterbuch der deutschen Sprache vermutet eine Umdeutung aus Filipchen, das seinerseits aus dem Französischen übernommen und dort eine Abwandlung von Valentin sei. Das Deutsche Wörterbuch vermutet ebenfalls ein französisches Philippine als Ursprung, zumal der Brauch mit ebendiesem Wort auch im Französischen, Englischen, Niederländischen und Skandinavischen üblich ist. Das Etymologische Wörterbuch des Deutschen von Wolfgang Pfeifer hingegen hält den Ausgang von viellieb ‚überaus lieb‘ für plausibel.
Die Oeconomische Encyclopädie (1773–1858) von J. G. Krünitz beschreibt das Spiel so: Etwa 1820 kam die Gewohnheit auf, bei lustigen Mahlen, an denen Männer und Frauen Theil nahmen, wenn man beim Dessert unter den Krachmandeln eine Doppelmandel in Einer Schale fand, diese gegenseitig zu essen, wo dann derjenige von Beiden, welcher nach Aufhebung des Mahles, oder vom anderen Tage an, den Anderen zuerst mit: „Guten Morgen, Vielliebchen!“ anredete, von dem Anderen ein kleines Geschenk zu erhalten hatte.
Als Wettspiel-Variante gibt es auch das „Vielliebchen auf Geben und Nehmen“, wobei das Paar über die Erfüllung einer Aufgabe – oder bei Auftreten eines bestimmten Wortes beim Widerpart – sogleich „Ich denke daran!“ sagen muss. Wird dies vergessen, und der andere Teil sodann sagt: „Guten Morgen, Vielliebchen!“, ist die Wette verloren.

## Das Vielliebchen in der Literatur
Franz Grillparzer (1791–1872) schrieb das Gedicht Die Viel-Liebchen (Philippchen) der Doppel-Mandel, mit dem er eine Vielliebchen-Wettschuld bezahlt haben soll. Das Gedicht ist aus der Perspektive der Vielliebchen geschrieben („Zwillingskinder eines Stengels, Zweigeschwister einer Schale, Liegen wir geschmiegt beisammen“) und deutet sie „Als ein Sinnbild wahrer Liebe, Als Symbol von fester Treu“. Doch auch die davon essen, kommen immer wieder zusammen und „Können nimmer sich verlassen“: „Seht ihr je sich zwei umfassen, Die die Doppelfrucht geteilet, Denket, es sind nicht sie selber, Nicht die Menschen, die sich küssen, Die Viel-Liebchen küssen sich.“
In dem Roman Komtesse Käthe (erschienen 1894) von Eufemia von Adlersfeld-Ballestrem (1854–1941) teilt sich Käthe, die sich als Miss Knickerbocker ausgibt, mit dem Prinzen von Riedland, den sie für den Ordonnanzoffizier hält, eine Doppelmandel. Sie verabreden, einander zu duzen. Weil der Prinz kurz darauf Käthe doch wieder siezt, schickt er ihr später von Berlin aus ein kostbares Präsent.
In Theodor Fontanes (1819–1898) Altersroman Der Stechlin (1895–1897) isst die Stiftsdame Frau von Schmargendorf ein Vielliebchen aus zwei „zusammengewachsenen Pflaumen“, die sie in einem Kohlblatt aufbewahrt hat, zusammen mit Hauptmann von Czako. Diese Kürzestepisode dient zur Charakterisierung des unterschiedlichen Milieus, in dem Dubslav von Stechlin und seine Schwester, die Domina Adelheid, leben.
Unterschiedliche Milieus spielen auch in Fontanes Roman Irrungen, Wirrungen eine Rolle: Der von Geldsorgen geplagte Baron Botho von Rienäcker verlässt seine Geliebte, das einfache Mädchen Lene, um seine vermögende Cousine Käthe von Sellenthin zu heiraten und damit gleichzeitig seinem Stand gerecht zu werden. Bei einem der letzten heiteren und dezent amourösen Ausflüge mit Lene spielen sie auch besagtes Spiel.
1985 erschien erstmals die Erzählung Guten Morgen, Vielliebchen von Robert Kraft  in der Zeitschrift, in der das Vielliebchenspiel im Fokus einer romantischen Liebes- und Verwechslungsgeschichte steht.
Anna Langhoff veröffentlichte 1990 im Amman-Verlag einen Lyrikband mit dem Titel Vielliebchen, auf dessen Cover das Gedicht mit gleichem Titel abgebildet ist.

## Belege
1. ↑  Kluge. Etymologisches Wörterbuch der deutschen Sprache. 25. Auflage, bearbeitet von Elmar Seebold. de Gruyter, Berlin/Boston 2011, S. 960.
2. ↑  Deutsches Wörterbuch, Band 26, Spalte 241 (digital).
3. ↑  Etymologisches Wörterbuch des Deutschen von Wolfgang Pfeifer auf dwds.de (Vielliebchen).
4. ↑  Beschrieben z. B. von Alban von Hahn, in „Der Verkehr in der Guten Gesellschaft“, S. 211–214.
5. ↑  Grillparzer: Die Viel-Liebchen (Philippchen) der Doppel-Mandel aus Franz Grillparzer: Sämtliche Werke. Band 1, München [1960–1965], S. 126–127. abgedruckt auf zeno.org
6. ↑  Eufemia von Adlersfeld-Ballestrem, Komtesse Käthe, Roman, Rosenheim (Meister Verlag) ohne Jahr, S. 126–131, S. 159
7. ↑  Thomas Braatz: Emil Robert Kraft (1869-1916). Farbig illustrierte Bibliographie. Leipzig & Wien, 2006, S. 19.
8. ↑  Anna Langhoff: Vielliebchen. Ammann-Verlag, Zürich 1990. ISBN  3-2500-1032-4